# Dekanat Rozprza
Dekanat Rozprza – jeden z 36 dekanatów rzymskokatolickich należących do archidiecezji częstochowskiej. Należy do regionu radomszczańskiego.

## Parafie
Do dekanatu Rozprza należy 7 parafii:
- Bogdanów – parafia Trójcy Przenajświętszej w Bogdanowie
  - kościół parafialny – pw. Trójcy Przenajświętszej
  - Postękalice – kościół filialny pw. św. Rocha
  - Dobiecin – kaplica pw. Podwyższenia Krzyża Świętego
  - Kozierogi – kaplica pw. św. Jana Chrzciciela
  - Woźniki – kaplica pw. św. Franciszka z Asyżu
- Lubień – parafia Matki Bożej Królowej Polski w Lubieniu
  - kościół parafialny – pw. NMP Królowej Polski
- Mierzyn – parafia św. Mikołaja w Mierzynie
  - kościół parafialny – pw. św. Mikołaja BW
  - Tomawa – kościół filialny pw. św. Maksymiliana Marii Kolbego
- Niechcice – parafia św. Teresy od Dzieciątka Jezus w Niechcicach
  - kościół parafialny – pw. św. Teresy od Dzieciątka Jezus
  - Gieski – kaplica pw. św. Andrzeja Boboli
- Parzniewice – parafia Matki Bożej Królowej Polski w Parzniewicach
  - kościół parafialny – pw. św. Józefa Oblubieńca NMP
- Rozprza – parafia Nawiedzenia NMP
  - kościół parafialny – pw. Nawiedzenia NMP
  - Wilkoszewice – kościół filialny pw. Narodzenia NMP
- Wola Krzysztoporska – parafia Najświętszego Serca Pana Jezusa
  - kościół parafialny – pw. Najświętszego Serca Pana Jezusa